# Česko na Letních paralympijských hrách 2004
Česko na Letních paralympijských hrách 2004 reprezentovalo 65 sportovců, z toho 20 žen, a dva spoluhráči boccie. Závodili v sedmi sportech, největší zastoupení měla atletika (21 sportovců), plavání (16 sportovců) a stolní tenis (13 sportovců). Další zastoupené sporty byly: cyklistika (8 sportovců), lukostřelba (4 sportovci), boccia (2 sportovci) a tenis na vozíku (1 sportovec).
Česká výprava získala celkem 31 medailí (16 zlatých, 8 stříbrných a 7 bronzových) a umístila se na 12. místě v pořadí národů. Nejúspěšnějšími závodníky byli plavec Martin Kovář se třemi zlatými a atletka Veronika Foltová se dvěma zlatými a jednou stříbrnou medailí.

## Medailisté
| Medaile  | Sportovec                                 | Sport        | Disciplína               | Kategorie    |
| -------- | ----------------------------------------- | ------------ | ------------------------ | ------------ |
| zlatá    | Radim Běleš                               | atletika     | hod diskem               | F32/51       |
| zlatá    | Kateřina Coufalová                        | plavání      | 100 m prsa               | SB9          |
| zlatá    | Veronika Foltová                          | atletika     | hod diskem               | F35/36/38    |
| zlatá    | Veronika Foltová                          | atletika     | vrh koulí                | F35/36       |
| zlatá    | Běla Hlaváčková                           | plavání      | 50 m znak                | S5           |
| zlatá    | Jiří Ježek                                | cyklistika   | silniční závod a časovka | LC2          |
| zlatá    | Martina Kniezková                         | atletika     | hod diskem               | F32-34/51-53 |
| zlatá    | Martin Kovář                              | plavání      | 50 m volný způsob        | S3           |
| zlatá    | Martin Kovář                              | plavání      | 100 m volný způsob       | S3           |
| zlatá    | Martin Kovář                              | plavání      | 200 m volný způsob       | S3           |
| zlatá    | Milan Kubala                              | atletika     | hod diskem               | F36          |
| zlatá    | Roman Musil                               | atletika     | vrh koulí                | F33-34       |
| zlatá    | Martin Němec                              | atletika     | hod diskem               | F55          |
| zlatá    | Marcel Pipek                              | cyklistika   | časovka handcyklistů     | HC B/C       |
| zlatá    | Rostislav Pohlmann                        | atletika     | hod diskem               | F57          |
| zlatá    | René Tauš Michal Stefanu František Glazar | stolní tenis | družstva                 | T5           |
| stříbrná | Radim Běleš                               | atletika     | hod kuželkou             | F32/51       |
| stříbrná | Vladimíra Bujárková                       | atletika     | vrh koulí                | F37/38       |
| stříbrná | Veronika Foltová                          | atletika     | hod oštěpem              | F35-38       |
| stříbrná | Jiří Ježek                                | cyklistika   | stíhací závod            | LC2          |
| stříbrná | Eva Kacanu                                | atletika     | vrh koulí                | F54/55       |
| stříbrná | Jolana Matoušková                         | stolní tenis | jednotlivci              | T10          |
| stříbrná | Michal Stefanu                            | stolní tenis | jednotlivci              | T4           |
| stříbrná | Miroslav Šperk                            | atletika     | hod diskem               | F56          |
| bronzová | Eva Berná                                 | atletika     | vrh koulí                | F37/38       |
| bronzová | Jiří Bouška                               | cyklistika   | 1 km s pevným startem    | CP 3/4       |
| bronzová | Jiří Bouška                               | cyklistika   | stíhací závod            | CP 4         |
| bronzová | Dušan Grézl                               | atletika     | vrh koulí                | F38          |
| bronzová | Jiří Kadeřávek                            | plavání      | 100 m volný styl         | S1           |
| bronzová | Rostislav Pohlmann                        | atletika     | hod oštěpem              | F57          |
| bronzová | František Pürgl                           | atletika     | hod diskem               | F54          |

## Výsledky podle sportů

### Atletika

#### Závody na dráze a silnici
Muži
| Disciplína | Kategorie | Jméno                                                 | Výsledek    | Umístění |
| ---------- | --------- | ----------------------------------------------------- | ----------- | -------- |
| 800 m      | T38       | Aleš Švehlík                                          | 2:16,53 min | 6.       |
| 4 × 100 m  | T35-38    | Petr Vrátil Aleš Švehlík Miroslav Janeček Roman Kolek | 53,04 s     | 5.       |

#### Závody v poli
| Disciplína   | Kategorie | Jméno              | Výsledek     | Umístění         |
| ------------ | --------- | ------------------ | ------------ | ---------------- |
| vrh koulí    | F33-34    | Roman Musil        | 10,26 m      | Zlatá medaile    |
| vrh koulí    | F38       | Dušan Grézl        | 13,19 m      | Bronzová medaile |
| vrh koulí    | F38       | Miroslav Janeček   | 12,11 m      | 5.               |
| vrh koulí    | F38       | Roman Kolek        | 11,72 m      | 6.               |
| vrh koulí    | F53       | Aleš Kisý          | 6,86 m       | 6.               |
| vrh koulí    | F56       | Martin Němec       | 11,09 m      | 4.               |
| vrh koulí    | F56       | Miroslav Šperk     | 7,42 m       | 18.              |
| vrh koulí    | F56       | Josef Štiak        | 9,15 m       | 14.              |
| vrh koulí    | F57       | Rostislav Pohlmann |              | DNS              |
| hod diskem   | F32/51    | Radim Běleš        | 9,77 m       | Zlatá medaile    |
| hod diskem   | F33-34    | Roman Musil        | 26,24 m      | 5.               |
| hod diskem   | F36       | Milan Kubala       | 35,25 m      | Zlatá medaile    |
| hod diskem   | F38       | Dušan Grézl        | 35,42 m      | 7.               |
| hod diskem   | F38       | Roman Kolek        | 36,28 m      | 6.               |
| hod diskem   | F38       | Petr Vrátil        | 38,51 m      | 4.               |
| hod diskem   | F53       | Aleš Kisý          | 17,02 m      | 9.               |
| hod diskem   | F54       | František Pürgl    | 27,97 m      | Bronzová medaile |
| hod diskem   | F55       | Martin Němec       | 37,18 m      | Zlatá medaile    |
| hod diskem   | F56       | Miroslav Šperk     | 37,30 m      | Stříbrná medaile |
| hod diskem   | F57       | Rostislav Pohlmann | 47,53 m (WR) | Zlatá medaile    |
| hod oštěpem  | F36/38    | Dušan Grézl        | 41,52 m      | 6.               |
| hod oštěpem  | F36/38    | Roman Kolek        | 39,27 m      | 7.               |
| hod oštěpem  | F36/38    | Petr Vrátil        | 42,49 m      | 5.               |
| hod oštěpem  | F54       | František Pürgl    | 22,42 m      | 6.               |
| hod oštěpem  | F55-56    | Martin Němec       | 27,13 m      | 9.               |
| hod oštěpem  | F55-56    | Josef Štiak        | 31,69 m      | 5.               |
| hod oštěpem  | F57       | Rostislav Pohlmann | 37,91 m      | Bronzová medaile |
| hod kuželkou | F32/51    | Radim Běleš        | 25,44 m      | Stříbrná medaile |

Ženy
| Disciplína  | Kategorie    | Jméno               | Výsledek     | Umístění         |
| ----------- | ------------ | ------------------- | ------------ | ---------------- |
| vrh koulí   | F35/36       | Veronika Foltová    | 9,47 m (WR)  | Zlatá medaile    |
| vrh koulí   | F37/38       | Eva Berná           | 9,47 m       | Bronzová medaile |
| vrh koulí   | F37/38       | Vladimíra Bujárková | 9,68 m       | Stříbrná medaile |
| vrh koulí   | F37/38       | Andrea Farkašová    | 6,99 m       | 12.              |
| vrh koulí   | F54/55       | Jana Fesslová       | 6,86 m       | 11.              |
| vrh koulí   | F54/55       | Eva Kacanu          | 6,18 m       | Stříbrná medaile |
| hod diskem  | F32-34/51-53 | Martina Kniezková   | 15,28 m (WR) | Zlatá medaile    |
| hod diskem  | F35/36/38    | Andrea Farkašová    | 17,89 m      | 13.              |
| hod diskem  | F35/36/38    | Veronika Foltová    | 23,47 m      | Zlatá medaile    |
| hod diskem  | F37          | Eva Berná           | 25,10 m      | 4.               |
| hod diskem  | F37          | Vladimíra Bujárková | 22,51 m      | 7.               |
| hod diskem  | F54/55       | Jana Fesslová       | 19,04 m      | 12.              |
| hod oštěpem | F33/34/52/53 | Martina Kniezková   | 9,42 m       | 5.               |
| hod oštěpem | F35-38       | Eva Berná           | 20,63 m      | 10.              |
| hod oštěpem | F35-38       | Andrea Farkašová    | 22,02 m      | 9.               |
| hod oštěpem | F35-38       | Veronika Foltová    | 22,70 m      | Stříbrná medaile |

### Boccia
Muži
| Disciplína  | Kategorie | Jméno                      | Výsledek                           |
| ----------- | --------- | -------------------------- | ---------------------------------- |
| jednotlivci | BC3       | Aleš Bidlas                | zákl. skupina (1 výhra, 3 porážky) |
| jednotlivci | BC3       | Radovan Křenek             | zákl. skupina (1 výhra, 2 porážky) |
| dvojice     | BC3       | Aleš Bidlas Radovan Křenek | zákl. skupina (0 výher, 3 porážky) |

Spoluhráči: Miroslav Bidlas, Petr Horáček

### Cyklistika

#### Silniční
Muži
| Disciplína                  | Kategorie | Jméno         | Výsledek     | Umístění      |
| --------------------------- | --------- | ------------- | ------------ | ------------- |
| silniční závod a časovka    | CP 4      | Jiří Bouška   | 8 b.         | 5.            |
| silniční závod a časovka    | CP 4      | Luboš Jirka   | 17 b.        | 8.            |
| silniční závod a časovka    | CP 4      | Petr Plíhal   | 21 b.        | 11.           |
| silniční závod a časovka    | LC2       | Jiří Ježek    | 2 b.         | Zlatá medaile |
| silniční závod a časovka    | LC3       | Michal Stark  | 13 b.        | 6.            |
| silniční závod handcyklistů | HC B/C    | Marcel Pipek  | 1:25,040 h   | 6.            |
| časovka handcyklistů        | HC B/C    | Marcel Pipek  | 19:59,85 min | Zlatá medaile |
| silniční závod tricyklistů  | CP 1/2    | Josef Winkler | 49:21 min    | 4.            |
| časovka tricyklistů         | CP 1/2    | Josef Winkler | 10:53,13 min | 7.            |

Ženy
| Disciplína | Kategorie    | Jméno               | Výsledek     | Umístění |
| ---------- | ------------ | ------------------- | ------------ | -------- |
| časovka    | LC1-4/CP 3/4 | Daniela Procházková | 37:20,01 min | 11.      |

#### Dráhová
Muži
| Disciplína            | Kategorie    | Jméno                               | Výsledek                  | Umístění         |
| --------------------- | ------------ | ----------------------------------- | ------------------------- | ---------------- |
| 1 km s pevným startem | CP 3/4       | Jiří Bouška                         | 1:11,353 min (WR)         | Bronzová medaile |
| 1 km s pevným startem | CP 3/4       | Luboš Jirka                         | 1:15,615 min              | 7.               |
| 1 km s pevným startem | CP 3/4       | Petr Plíhal                         | 1:20,376 min              | 15.              |
| 1 km s pevným startem | LC1-4        | Jiří Ježek                          | 1:12,078 min              | 9.               |
| 1 km s pevným startem | LC1-4        | Michal Stark                        | 1:23,875 min              | 14.              |
| stíhací závod         | CP 4         | Jiří Bouška                         | o bronz: 3:46,623 min     | Bronzová medaile |
| stíhací závod         | CP 4         | Luboš Jirka                         | o bronz: 3:52,216 min     | 4.               |
| stíhací závod         | CP 4         | Petr Plíhal                         | kvalifikace: 4:16,365 min |                  |
| stíhací závod         | LC2          | Jiří Ježek                          | finále: 5:01,228 min      | Stříbrná medaile |
| stíhací závod         | LC3          | Michal Stark                        | rozjížďka: 4:13,986 min   |                  |
| sprint družstev       | LC1-4/CP 3/4 | Michal Stark Jiří Ježek Jiří Bouška | rozjížďka: 57,285 s       |                  |

Ženy
| Disciplína            | Kategorie    | Jméno               | Výsledek     | Umístění |
| --------------------- | ------------ | ------------------- | ------------ | -------- |
| 1 km s pevným startem | LC1-4/CP 3/4 | Daniela Procházková | 1:35,335 min | 12.      |

### Lukostřelba
Muži
| Disciplína  | Kategorie | Jméno        | Výsledek              | Umístění |
| ----------- | --------- | ------------ | --------------------- | -------- |
| jednotlivci | W1        | Zdeněk Šebek | o třetí místo: 96:108 | 4.       |

Ženy
| Disciplína  | Kategorie | Jméno                                         | Výsledek             |
| ----------- | --------- | --------------------------------------------- | -------------------- |
| jednotlivci | W1/W2     | Miroslava Černá                               | čtvrtfinále: 80:85   |
| jednotlivci | W1/W2     | Lenka Kuncová                                 | rozstřel: 545 b.     |
| jednotlivci | W1/W2     | Markéta Sidková                               | čtvrtfinále: 84:94   |
| družstva    | open      | Miroslava Černá Lenka Kuncová Markéta Sidková | čtvrtfinále: 176:201 |

### Plavání
Muži
| Disciplína             | Kategorie | Jméno                                                | Výsledek               | Umístění         |
| ---------------------- | --------- | ---------------------------------------------------- | ---------------------- | ---------------- |
| 50 m volný způsob      | S1        | Jiří Kadeřávek                                       | 1:54,32 min            | 4.               |
| 50 m volný způsob      | S2        | Vojtěch Franěk                                       | 1:19,79 min            | 8.               |
| 50 m volný způsob      | S3        | Martin Kovář                                         | 45,65 s (WR)           | Zlatá medaile    |
| 50 m volný způsob      | S4        | Jan Povýšil                                          | 42,33 s                | 6.               |
| 50 m volný způsob      | S7        | Dalibor Mach                                         | rozplavba: 32,95 s     |                  |
| 50 m volný způsob      | S7        | Tomáš Scharf                                         | rozplavba: 32,67 s     |                  |
| 50 m volný způsob      | S9        | Pavel Machala                                        | rozplavba: 28,47 s     |                  |
| 50 m volný způsob      | S10       | Filip Coufal                                         | rozplavba: 26,94 s     |                  |
| 50 m volný způsob      | S13       | Martin Štěpánek                                      | rozplavba: 27,36 s     |                  |
| 100 m volný způsob     | S1        | Jiří Kadeřávek                                       | 3:40,46 min            | Bronzová medaile |
| 100 m volný způsob     | S2        | Vojtěch Franěk                                       | 2:50,16 min            | 8.               |
| 100 m volný způsob     | S3        | Martin Kovář                                         | 1:43,51 min (WR)       | Zlatá medaile    |
| 100 m volný způsob     | S4        | Jan Povýšil                                          | 1:38,38 min            | 7.               |
| 100 m volný způsob     | S7        | Dalibor Mach                                         | rozplavba: 1:11,73 min |                  |
| 100 m volný způsob     | S9        | Pavel Machala                                        | rozplavba: 1:02,29 min |                  |
| 100 m volný způsob     | S10       | Filip Coufal                                         | rozplavba: 58,13 s     |                  |
| 100 m volný způsob     | S10       | Lukáš Urbánek                                        | rozplavba: 58,64 s     |                  |
| 100 m volný způsob     | S13       | Martin Štěpánek                                      | rozplavba: 1:00,66 min |                  |
| 200 m volný způsob     | S2        | Vojtěch Franěk                                       | rozplavba: 6:22,01 min |                  |
| 200 m volný způsob     | S3        | Martin Kovář                                         | 3:42,63 min (WR)       | Zlatá medaile    |
| 200 m volný způsob     | S4        | Jan Povýšil                                          | 3:22,85 min            | 5.               |
| 400 m volný způsob     | S6        | Petr Andrýsek                                        | rozplavba: 6:19,19 min |                  |
| 400 m volný způsob     | S7        | Dalibor Mach                                         | rozplavba: 5:38,41 min |                  |
| 400 m volný způsob     | S10       | Filip Coufal                                         | rozplavba: 4:42,97 min |                  |
| 400 m volný způsob     | S10       | Lukáš Urbánek                                        | 4:29,82 min            | 6.               |
| 50 m znak              | S1        | Jiří Kadeřávek                                       | 1:48,23 min            | 4.               |
| 50 m znak              | S2        | Vojtěch Franěk                                       | 1:17,31 min            | 6.               |
| 50 m znak              | S3        | Martin Kovář                                         | 58,73 s                | 4.               |
| 50 m znak              | S4        | Jan Povýšil                                          | 54,82 s                | 8.               |
| 100 m znak             | S10       | Filip Coufal                                         | rozplavba: 1:11,28 min |                  |
| 100 m znak             | S13       | Martin Štěpánek                                      | 1:12,66 min            | 8.               |
| 50 m prsa              | SB3       | Jan Povýšil                                          | 59,16 s                | 8.               |
| 100 m prsa             | SB6       | Dalibor Mach                                         | 1:44,11 min            | 8.               |
| 100 m prsa             | SB13      | Martin Štěpánek                                      |                        | DQ               |
| 50 m motýlek           | S4        | Jan Povýšil                                          | 1:07,65 min            | 7.               |
| 50 m motýlek           | S7        | Dalibor Mach                                         | rozplavba: 37,91 s     |                  |
| 50 m motýlek           | S7        | Tomáš Scharf                                         | rozplavba: 39,68 s     |                  |
| 100 m motýlek          | S10       | Filip Coufal                                         | rozplavba: 1:07,28 min |                  |
| 150 m polohově         | SM4       | Jan Povýšil                                          | rozplavba: 3:04,57 min |                  |
| 200 m polohově         | SM7       | Dalibor Mach                                         | rozplavba: 3:15,18 min |                  |
| 200 m polohově         | SM10      | Filip Coufal                                         | 2:31,46 min            | 8.               |
| 200 m polohově         | SM13      | Martin Štěpánek                                      | 2:35,22 min            | 7.               |
| 4 × 50 m volný způsob  | 20 pts    | Tomáš Scharf Petr Andrýsek Jan Povýšil Martin Kovář  | 2:41,37 min            | 5.               |
| 4 × 50 m polohově      | 20 pts    | Tomáš Scharf Dalibor Mach Jan Povýšil Martin Kovář   | 3:12,82 min            | 8.               |
| 4 × 100 m volný způsob | 34 pts    | Filip Coufal Tomáš Scharf Dalibor Mach Lukáš Urbánek | 4:22,35 min            | 8.               |

Ženy
| Disciplína         | Kategorie | Jméno              | Výsledek               | Umístění      |
| ------------------ | --------- | ------------------ | ---------------------- | ------------- |
| 50 m volný způsob  | S5        | Běla Hlaváčková    | 38,42 s                | 4.            |
| 50 m volný způsob  | S5        | Kateřina Lišková   | 43,83 s                | 6.            |
| 100 m volný způsob | S5        | Běla Hlaváčková    | 1:25,36 min            | 5.            |
| 100 m volný způsob | S5        | Kateřina Lišková   | 1:30,18 min            | 6.            |
| 200 m volný způsob | S5        | Kateřina Lišková   | 3:18,55 min            | 4.            |
| 400 m volný způsob | S7        | Petra Hrabinová    | rozplavba: 6:50,02 min |               |
| 400 m volný způsob | S9        | Tereza Diepoldová  | rozplavba: 5:26,49 min |               |
| 50 m znak          | S5        | Běla Hlaváčková    | 42,36 s                | Zlatá medaile |
| 50 m znak          | S5        | Kateřina Lišková   | 51,11 s                | 4.            |
| 100 m znak         | S9        | Tereza Diepoldová  | rozplavba: 1:23,94 min |               |
| 100 m prsa         | SB4       | Běla Hlaváčková    | 2:06,17 min            | 6.            |
| 100 m prsa         | SB6       | Petra Hrabinová    | 1:55,10 min            | 6.            |
| 100 m prsa         | SB9       | Kateřina Coufalová | 1:24,17 min            | Zlatá medaile |
| 50 m motýlek       | S5        | Běla Hlaváčková    | 50,84 s                | 5.            |
| 200 m polohově     | SM9       | Kateřina Coufalová | rozplavba: 2:57,80 min |               |
| 200 m polohově     | SM9       | Tereza Diepoldová  | rozplavba: 3:04,77 min |               |

### Stolní tenis
Muži
| Disciplína  | Kategorie | Jméno                                                       | Výsledek                           | Umístění         |
| ----------- | --------- | ----------------------------------------------------------- | ---------------------------------- | ---------------- |
| jednotlivci | T3        | František Glazar                                            | zákl. skupina (1 výhra, 2 porážky) |                  |
| jednotlivci | T4        | Michal Stefanu                                              | finále: 2:3                        | Stříbrná medaile |
| jednotlivci | T5        | René Tauš                                                   | zákl. skupina (0 výher, 2 porážky) |                  |
| jednotlivci | T7        | Milan Ďuračka                                               | zákl. skupina (1 výhra, 2 porážky) |                  |
| jednotlivci | T8        | Jiří Soukup                                                 | čtvrtfinále: 2:3                   |                  |
| jednotlivci | T9        | Jaroslav Cieslar                                            | osmifinále: 1:3                    |                  |
| jednotlivci | T9        | Miroslav Cinibulk                                           | zákl. skupina (0 výher, 3 porážky) |                  |
| jednotlivci | T10       | Ivan Karabec                                                | zákl. skupina (1 výhra, 1 porážka) |                  |
| jednotlivci | T10       | Tomáš Vrbka                                                 | čtvrtfinále: 0:3                   |                  |
| družstva    | T5        | René Tauš Michal Stefanu František Glazar                   | finále: 3:2                        | Zlatá medaile    |
| družstva    | T8        | Milan Ďuračka Jiří Soukup                                   | zákl. skupina (0 výher, 3 porážky) |                  |
| družstva    | T10       | Jaroslav Cieslar Miroslav Cinibulk Ivan Karabec Tomáš Vrbka | o bronz: 1:3                       | 4.               |

Ženy
| Disciplína  | Kategorie | Jméno                                                | Výsledek                              | Umístění         |
| ----------- | --------- | ---------------------------------------------------- | ------------------------------------- | ---------------- |
| jednotlivci | T5        | Jitka Pivarčiová                                     | o bronz: 2:3                          | 4.               |
| jednotlivci | T6-8      | Jaroslava Janečková                                  | čtvrtfinále: 1:3                      |                  |
| jednotlivci | T10       | Jolana Matoušková                                    | finále: 0:3                           | Stříbrná medaile |
| jednotlivci | T10       | Michala Žáková                                       | zákl. skupina (1 výhra, 2 porážky)    |                  |
| družstva    | T6-10     | Jaroslava Janečková Jolana Matoušková Michala Žáková | finálová skupina (0 výher, 4 porážky) | 5.               |

### Tenis na vozíku
Muži
| Disciplína | Kategorie | Jméno            | Výsledek             |
| ---------- | --------- | ---------------- | -------------------- |
| dvouhra    | T3        | Miroslav Brychta | osmifinále: 3:6, 2:6 |